# ザクセン＝ヴァイマル＝アイゼナハ自由州

ザクセン＝ヴァイマル＝アイゼナハ自由州
Freistaat Sachsen-Weimar-Eisenach

ザクセン＝ヴァイマル＝アイゼナハ自由州

ザクセン＝ヴァイマル＝アイゼナハ自由州 (ドイツ語: Freistaat Sachsen-Weimar-Eisenach) は、1918年のドイツ革命でザクセン大公国の君主制が廃止されて成立したドイツ国の自由州である。1920年5月1日にテューリンゲン諸邦6州と合邦してテューリンゲン州となった 。 

## 歴史
ドイツ革命を受けてヴァイマルで組織された労兵レーテの君主制廃止運動により、ヴィルヘルム・エルンスト大公は1918年11月9日に退位宣言に署名して退位した。政府機能は段階的に労兵レーテに移譲され、11月12日に労兵レーテ評議会議長アウグスト・バウデルトを州委員長とする臨時政府が発足した。 
1919年3月9月に州議会選挙が行われ、5月20日にドイツ社会民主党とドイツ民主党の連立政権が発足した。ドイツ民主党からはアルノルト・パウルセン、フィリップ・キューナーおよびエミール・ポルツ、ドイツ社会民主党からはアウグスト・バウデルト、アドルフ・ヘルシェルマン、ユリウス・パルムおよびアルベルト・ルドルフが入閣した。 
一方、5月15日にはドイツ民主党イェーナ支部代表で法学者でもあったエドゥアルト・ローゼンタールが起草した州憲法が州議会で可決された。この州憲法は後のテューリンゲン州憲法の叩き台にもなった。ザクセン＝ヴァイマル＝アイゼナハ自由州はテューリンゲン諸邦の合邦協議において先導的な役割を果たし、1919年6月5日の州議会では合邦への参加を賛成33・反対8で承認した。 
1920年5月1日にテューリンゲン諸邦6州と合邦してテューリンゲン州となったことで、ザクセン＝ヴァイマル＝アイゼナハ自由州は主権国家としては消滅した。1920年12月9日の「移行期間における旧テューリンゲン諸邦の管理に関する法律 (Gesetz über die Verwaltung der ehemaligen thüringischen Länder in der Übergangszeit)」で州政府は地区代表と地区政府に再編され、さらに1923年4月1日には移行期間が終了して地区政府も解体された。

## 州議会選挙
- 投票日：1919年3月9日
- 定数：42

| 政党                 | 得票率  | 獲得議席 |
| -------------------- | ------- | -------- |
| ドイツ民主党         | 21.60％ | 10       |
| ドイツ国家人民党     | 19.46％ | 10       |
| ドイツ人民党         | 5.44％  | 1        |
| ドイツ社会民主党     | 40.35％ | 16       |
| ドイツ独立社会民主党 | 10.22％ | 5        |

- 州政府：州首相アルノルト・パウルセン、閣僚アウグスト・バウデルト、 州議会議員アドルフ・ヘルシェルマン、フィリップ・キューナー、ユリウス・パルム、エミール・ポルツ、アルベルト・ルドルフ